# Живарле
Живарле́ (фр. Givarlais) — коммуна во Франции, находится в регионе Овернь. Департамент коммуны — Алье. Входит в состав кантона Эриссон. Округ коммуны — Монлюсон.
Код INSEE коммуны — 03123.

## Население
Население коммуны на 2008 год составляло 237 человек.
| 1962 | 1968 | 1975 | 1982 | 1990 | 1999 | 2008 |
| ---- | ---- | ---- | ---- | ---- | ---- | ---- |
| 308  | 261  | 250  | 225  | 251  | 227  | 237  |

## Экономика
В 2007 году среди 166 человек в трудоспособном возрасте (15—64 лет) 125 были экономически активными, 41 — неактивными (показатель активности — 75,3 %, в 1999 году было 72,5 %). Из 125 активных работали 116 человек (64 мужчины и 52 женщины), безработных было 9 (3 мужчин и 6 женщин). Среди 41 неактивных 9 человек были учениками или студентами, 17 — пенсионерами, 15 были неактивными по другим причинам.

## Достопримечательности
- Церковь Сен-Жене (XIX век)
- Замок и часовня (XIV—XV века)